# Abelardo Olivier
Abelardo Olivier (Portogruaro, 9 de noviembre de 1877-Milán, 24 de enero de 1951) fue un deportista italiano que compitió en esgrima, especialista en las modalidades de florete, espada y sable. Participó en dos Juegos Olímpicos de Verano, obteniendo en total tres medallas, plata en Londres 1908 y dos oros en Amberes 1920.

## Palmarés internacional
| Juegos Olímpicos | Juegos Olímpicos      | Juegos Olímpicos | Juegos Olímpicos    |
| Año              | Lugar                 | Medalla          | Prueba              |
| ---------------- | --------------------- | ---------------- | ------------------- |
| 1908             | Londres (Reino Unido) | Medalla de plata | Sable por equipos   |
| 1920             | Amberes (Bélgica)     | Medalla de oro   | Florete por equipos |
| 1920             | Amberes (Bélgica)     | Medalla de oro   | Espada por equipos  |